# José María Goicoechea Aizcorbe
José María Goicoechea Aizcorbe (2 de marzo de 1924, Vera de Bidasoa - 13 de julio de 2017, Santander) fue un sacerdote la Congregación del Santísimo Redentor, músico y compositor español. Su actividad profesional se ha desarrollado en distintos ámbitos de la creación musical: composición, docencia, dirección de coros y creación literaria en torno a la estética musical contemporánea.

## Biografía
Goicoechea nace en 1924 en Vera de Bidasoa cuando regresó la familia de Argentina y se acomodó en la localidad. La crisis de 1929 provocó una inflexión económica en las finanzas familiares e infancia de José Maria Goicoechea transcurre entre Vera, Elizondo y Estella, destinos profesionales del padre de la familia, apoderado del Banco de Bilbao en la oficina de Estella. José María Goicoechea al igual que su hermana Elida, mostraron desde su infancia interés por la música, llegando a ser su hermana Elida concertista de piano. Los recuerdos de las experiencias musicales, las melodías e incluso los fuegos artificiales en Vera inspiraron obras posteriores como Makildantza, obra para piano y Makila.
Goicoechea describe fotográficamente el momento de su primer contacto con la música. Su niñera, Celestina, les llevaba de excursión al campo y con una caña le hace una txulubita, el primer instrumento musical que le deja huella.
Entre 1929 y 1941 en Estella comienza sus estudios de piano con el organista Mocovika, más tarde seguirá con el organista Alfonso Ugarte. En 1936, a los 12 años, presenta su primera composición a una convocatoria de composición nacional y escribe sobre un soneto de Calderón de la Barca. Lo envía a Madrid y no gana ningún premio, pero lee una crítica en el diario Ya en la cual ensalzan en esa misma convocatoria “a los jóvenes músicos que apuntan buenas maneras”. En 1939, a los 15 años, interpretaba junto con su hermana en Estella toda La Flauta Mágica de Mozart. Terminó sus estudios de bachillerato en el Colegio de Lecároz en Elizondo. El 2 de junio de 1941 coge el tren y se va a Castilla, al Seminario, diciendo adiós a su amor (su querida amiga María Luisa), a la música y a su familia.

### Seminario
En 1941-1942 ingresa en el seminario menor en Nava del Rey de la Congregación del Santísimo Redentor.
De 1942 a 1949 está en el Seminario Mayor, en Astorga, el director del coro descubre su sólida formación musical, allí es nombrado organista y más tarde director del coro. En este periodo estudia armonía bajo el magisterio de Joan Baptista Lambert y técnica de la voz en periodos estivales con el tenor Cristóbal Altube, maestro que también dio formación vocal al director de la Coral de Elizondo y del Orfeón Pamplonés Juan Eraso. El tenor Cristóbal Altube perfeccionó la técnica básica de la voz que aprendió de su maestro de canto Granni en Milán. Terminados sus estudios teológicos en 1949 es ordenado sacerdote en Astorga. 

### Sacerdote Carismático
Durante los años 90 en Pamplona y  en su propio convento de los redentoristas (capilla de San Ignacio), el padre Goicoechea  ofició unas misas "carismáticas" con sanación y carismas en la órbita de la entonces desconocida en Navarra corriente de la Renovación Carismática Católica (RCC). Por aquella época no existía en Navarra ningún grupo de oración -también conocidos como grupos de alabanza - (existen tres grupos activos en 2020 ). Es una faceta poco conocida del padre Goicoechea o "el carismático padre Goicoechea" como le decía la feligresía entre el cariño y la incomprensión. También en esta faceta fue un pionero.

### Estudios musicales
Entre 1949-1951, José Maria Goicoechea es destinado a Roma para ampliar sus estudios de Filosofía y especializarse en Música, cursa los estudios musicales en el Pontificio Instituto de Música Sacra de Roma, donde se licencia en Canto Gregoriano, completa sus estudios de piano con Giuseppe Cianfriglia, armonía con Eduardo Carducci, musicología con Higinio Anglés y paleografía gregoriana con Eugène Cardine.
Es en Roma donde conoce al Padre Donostia. Le aconsejan que hable con Goicoechea para optar a ser profesor en el Instituto Pontificio de Música Sacra de Roma. Goicoechea influyó en Donostia para que no se quedase en Roma. José Maria Goicoechea piensa que la formación en Roma es excesivamente clásica y le recomienda ir a París, más avanzado. José Maria Goicoechea nos confirma que estas conclusiones las compartió antes con el organista de la Catedral de Sevilla y director del Conservatorio de Sevilla Norberto Almándoz con el que coincidió en Sevilla antes de ir a Roma. En Roma se dirigió a sus superiores de Madrid renunciando, porque quería seguir la vida apostólica como sus compañeros. La contestación fue que cumpliera lo ordenado: estudiar en Roma Filosofía y Música.
En 1950 en Roma compone El Niño Duerme un villancico popular para voz y acompañamiento de piano que después arreglará en versión para órgano y orquesta. Años más tarde, en Pamplona, hace una versión coral Velando estaban. En 1951 Compone Adoro te devote a 4 voces graves y órgano ad libitum.  
De 1951 a 1953 fue profesor de Música e Historia en Astorga. Fue profesor de varias materias musicales del compositor Ángel Barja. Cristóbal Halffter destaca la importancia de este compositor por ser el nexo de unión entre la música moderna y contemporánea en España. 
En 1953 vuelve Roma para completar sus estudios.
Entre 1954 y 1960 fue profesor de Música e Historia y director del coro en el Seminario Mayor en Valladolid allí monta El Cazador Furtivo de Weber, Die Schöpfung (La Creación) de Joseph Haydn etc. Gana Concurso de Dirección de Coros de Valladolid. Durante este periodo perfecciona su técnica pianística con Josep Caminals en Barcelona, (técnica de Frank Marshall) Antes de dejar Valladolid tiene su primer contacto con el compositor Cristóbal Halffter, el cual tras examinar su obra Vive y Canta con la Iglesia y consciente de su sólida formación musical le propone salir a Europa para ponerse al día de las nuevas estéticas y corrientes musicales, hacia falta que algún sacerdote estuviera en primera línea en la música al igual que Palestrina en su época.
1958 Evocaciones 1958 Misa de San Francisco Javier Solos, Coro y Orquesta Sinfónica. 1958 Vive y Canta con la Iglesia. E. Hedler Barcelona. 1959 Cantata Rosa Mystica – de 15 misterios-para solos coro y orquesta. 1959 Cancionero misional (grabación) Ed. Fonópolis, F.102, Madrid. 1960 Tras una breve estancia en Santander, pide el traslado por afección de pleuresía, por razones de salud fue destinado a Pamplona. 
1960 José Maria Goicoechea llega a su destino definitivo a Pamplona en donde donde se establece definitivamente, la Orden le encarga la misión de reclutar nuevas vocaciones pero su verdadero trabajo seguirá siendo la música y la composición. 
1964 José Maria Goicoechea amplia sus estudios de contrapunto y fuga bajo el magisterio de Fernando Remacha, quien inmediatamente reconoce su sólida formación musical y de armonía. Remacha, que había ampliado sus estudios musicales en Roma, se alegró al saber que la sólida formación musical de Goicoechea también se fraguó en Roma con Eduardo Carducci. Fernando Remacha reconoció que José Maria Goicoechea fue uno de sus alumnos más brillantes.
1965 Fernando Remacha propuso a Goicoechea presentarlo al “Premio March de la Música”, pero nunca se presentó.
1965-1975 Darmstadt, Fernando Remacha hizo posible la propuesta de Cristóbal Halffter para que José Maria Goicoechea saliera al extranjero con una beca de la "Institución Príncipe de Viana", de la Diputación Foral de Navarra, para ampliar sus estudios de composición en Darsmtadt a estudiar con Karl Heinz Stockhausen en la Internationalen Ferienkurse für Neue Musik Darmstadt. Allí estudia las combinaciones de ordenamiento sonoro y de ruidos para producir algo que sea música, ruido incluido. Es decir, música concreta y electro-acústica.

### Actividad musical: composición y docencia
1965 Promueve y consigue que le instalen un órgano en la Iglesia de San Ignacio de Pamplona, más tarde finaliza sus estudios de órgano con Luis Taberna en el Conservatorio Pablo Sarasate de Pamplona y obtiene el título de Profesor Superior de Órgano bajo el magisterio de Esteban Elizondo en el Conservatorio Superior de Música de San Sebastián.
1962-1964 Funda la Escolanía San Ignacio en 1962 a propuesta de su congregación para lo que se constituye un colegio que será sede de la Escolanía. Este periodo de 12 años finaliza en 1975 con la salida del coro del convento de Los Redentoristas en Pamplona. Estudia técnica de impostación de voz con el profesor Helmut Lipsm, técnica que implementará en el coro.
1964-2003 Durante casi 40 años Una de las labores destacadas de José Maria Goicoechea fue la preparación de niños para el Retablo de Maese Pedro de Manuél de Falla, obra de especial dificultad para cantar que requiere de un niño solista muy preparado con muy buenas características de voz plena y musicales, durante muchos años ha sido el único preparador de niños para esta obra en el mundo.
En esta nueva dedicación comenzó su andadura tomando el relevo de director del Coro Santa Maria La Real de Pamplona Javier Redín, que propone a José Maria Goicoechea seguir la labor que él había comenzado recientemente preparando un niño para el papel de Trujamán (Vals) en el Retablo de Maese Pedro de Manuel de Falla.
La primera representación será con el niño Fermín Gómara en el Royal Festival Hall de Londres en 1964 con la New Philarmonic Orchestra bajo la dirección de Rafael Frühbeck de Burgos. Poco tiempo después se interpreta en la Sala Fundación Gulbenkinan de Lisboa .Es de destacar la espléndida grabación en Madrid con Columbia del disco con interpretación del Trujamán Fermín Gómara. 
En 1970 el Retablo se interpretó en el programa Rosa de los Vientos de la Televisión Francesa, en 1974 en el Royal Festival Hall de Londres, en 1974 en el Teatro Real de Madrid con la Orquesta Nacional de España 1975 en el Teatro Monumental de Madrid con la Orquesta de Radio Televisión Española, 1976 se interpretó en Montreal con la Orquesta sinfónica de Montreal en la Sala Wilfried Pelletier también bajo la dirección de Rafael Frühbeck de Burgos, en el Teartro Principal de Zaragoza bajo la dirección de Ernesto Halffter, en Palau de la Música de Barcelona bajo la dirección de Antoni Ros Marbá. en el Queen Elozabeth Hall de Londres, después fue Sevilla, Ámsterdam, Hilversun, Roma, Frankfurt, etc.
En 2003 se interpreta el último Retablo con niño formado por José Maria Goicoechea para una grabación de Deutche Grammophon con la ORCAM Orquesta de la Comunidad de Madrid, bajo la dirección de José Ramón Encinar. Doce niños de Pamplona han interpretado el papel de Trujamán del Retablo de Maese Pedro con las siguientes orquestas: Orquesta Nacional de España, Orquesta de Radio Televisión Española RTVE, Orquesta de la Comunidad de Madrid ORCAM, Orquesta de la Radio Televisión Francesa, Orquesta de la Radio Nacional Holandesa en Hilversun y Ámsterdam, Orquesta de la Radio Televisión Italiana RAI, Orquesta Sinfónica de Montreal, Orquesta de Granada, Orquesta Contrapucti de Londres, Orquesta Sinfónica de la Radio Orchestra de Frankfurt, Orquesta Sinfónica de Galicia, Orquesta de Cámara de la Radio Nacional de Francia, Orquesta Sinfónica de Dusseldorf, Orquesta de la Fundación Gulbenkian de Lisboa, Orquesta Bética de Sevilla, Orquesta Ciutat de Barcelona, Orquesta de la English Bach Festival de Londres, New Philarmonic Orchestra de Londres.
Ciudades: París, Roma, Londres, Montreal, Nantes, Dusseldorf, Frankfurt, Lisboa, Ámsterdam, Hiversun, Madrid, Barcelona, Zaragoza, Sevilla, Granada, Perelada, Segovia, La Coruña, Badajoz etc.
José Maria Goicoechea, que en 1989 dejó de dirigir coros de niños, en 2003 deja de preparar niños para el Retablo de Maese Pedro y centra su trabajo en la composición de obra sinfónica, sus tres Conciertos para Piano y Orquesta que terminará en 2013.
En 1972 Goicoechea prepara dos niños solistas en la obra Miserere de Hilarión Eslava que es interpretado este año en Pamplona y Tolosa bajo la dirección de Javier Bello Portu y la Orquesta Pablo Sarasate de Pamplona y en la Catedral de Sevilla con los mismos niños de Pamplona bajo la dirección de Luis Izquierdo y la Orquesta Bética de Sevilla. Se graba en disco en el Teatro Lope de Vega de Sevilla. 
En 1975 la Escolanía toma el nombre de Niños Cantores de Navarra, tras un periodo de incertidumbre con sede provisional en San Jorge 1974-1975 y las Escuelas de Compañía 1975-1976 tendrá su sede definitiva en Los Maristas a partir de 1976 y hasta 1991, coincidiendo con la incorporación de José Maria Goicoechea como profesor de música a los alumnos de secundaria. Ese año graban varios discos con Editorial PAX. 
1976 La consecuencia y conclusión de sus estudios en Darsmtadt es la obra electro-acústica para cinta magnética a partir de voz de niño, “Txalopín”. Obra experimental grabada en los estudios de la fundación Phonos en colaboración con Mestres Quadreny padre y Mestres Quadreny hijo, y Eduardo Polonio.
1976-1986 Perfecciona sus estudios de composición con Franco Donatoni en la Academia Chigiana de Siena  donde recibe el más alto reconocimiento de Franco Donatoni comparándolo con Pierre Boulez. Goicoechea cambia sus estudios de composición en los cursos estivales de Darmstadt por los cursos de composición en la Academia Chigiana de Siena donde estudia formas y composición durante 10 cursos estivales en la Academia Chigiana de Siena con Franco Donatoni y orientaciones de Ramón Encinar
La experiencia en Siena se sumerge en la verdadera corriente iniciada por Schoenberg de la segunda escuela de Viena, y seguida por Alban Berg y Antón Webern. En siena forjará una inquebrantable amistad con José Ramón Encinar con el que colaborará posteriormente profesionalmente en varias producciones del Retablo de Maese Pedro en Roma, Frankfurt, Granada, Perelada así como la grabación para Deutsche Grammophon con la Orquesta de la Comunidad de Madrid en 2003 tal vez la mejor versión grabada de esta obra.
1981, 1982 y 1983 Premio internacional de composición del Certamen Coral de Tolosa 1983 La Escolanía Niños Cantores de Navarra obtiene el primer premio nacional de coros infantiles y juveniles Unicef en Madrid. 
1986-2002 Asistió a los Encuentros de Veruela, organizados por Teresa Catalán. Donde toma conciencia de nuevas estéticas para él, que vienen de Norteamérica y de otros autores como Yida Saradk. 
1989 Fundación de la Coral Liguori. José Maria Goicoechea finaliza el periodo de escolanía de niños y tras 25 intensos años tomará el relevo la nueva Coral Liguori formada por antiguos cantores. 
1991 Coral Liguori Desde su fundación, ha realizado más de 300 conciertos por la geografía de Navarra y fuera de ella. Hay que destacar, los conciertos sacros que se vienen haciendo desde su fundación hasta la actualidad, del Jueves y Viernes Santo, en Pamplona y en el Monasterio de Leyre, con acompañamientos de cuarteto de cuerda y organistas. Con motivo de la Navidad, representa todos los años un concierto en los P.P. Redentoristas de Pamplona dentro de la programación de cultura del Ayuntamiento de Pamplona, con acompañamiento de pequeñas orquestas de cuerda. Ha participado varios años en las programaciones de Ronda de Otoño y Cultur. Se ha presentado a diferentes concursos corales, obteniendo excelentes resultados. Su repertorio es extenso, abarcando todos los géneros de música polifónica. Ofrece en sus conciertos obras muy variadas y a veces complejas. Las representaciones de diferentes misas de Haydn, Mozart, Schubert, Gounod y un largo etc.., han sido muy bien acogidas por el público. Ha presentado varios estrenos del P. Goicoechea y J. M. Muneta a nivel nacional y de otros compositores. En los últimos años la Coral Liguori es dirigida por Jesús Maria Olite, que fue asistente de dirección de Jesús Maria Goicoechea y siempre vinculado a la escolanía desde hace más de 40 años.
2010 Abril, Imparte una conferencia sobre composición musical contemporánea en la Sala Manuel de Falla de la Sociedad General de Autores y editores. "Tratado de composición musical contemporánea". En él hace una simbiosis personal de su original bipartición del total armónico, con las teorías sobre dígitos de E. Weiss.
2011 Finaliza su Segundo Concierto para Piano y Orquesta y comienza su Tercer Concierto para Piano y Orquesta.
Septiembre, Estreno absoluto de la obra III Sonata Ambiental para órgano interpretada por el catedrático de órgano del Conservatorio Superior de Navarra Raúl del Toro dentro del Ciclo de Música para Órgano organizado por el Gobierno de Navarra.
Octubre, Concierto homenaje en la Iglesia de San Nicolás de Pamplona. La Coral de Cámara de Navarra nombra primer socio de honor a José Maria Goicoechea.
Noviembre, Conferencia- encuentro en la Sala Manuel de Falla del Real Conservatorio Superior de Música de Madrid organizado por el Departamento de Composición y la Fundación Ars Incógnita. Concierto Homenaje en la Sala Manuel de Falla del Real Conservatorio Superior de Música de Madrid.
Diciembre, Concesión de la medalla de oro de la Federación de Coros de Navarra. 2013 Termina su Tercer Concierto para Piano y Orquesta. Comienza la composición de su Concierto para Violín, Flauta, Piano y Órgano. Trabajo de documentación de toda su obra y escritos por la Fundación Ars Incógnita en colaboración con el Conservatorio Superior de Música de Navarra y el Real Conservatorio Superior de Música de Madrid. 
2014 Está previsto el estreno de un documental sobre su vida y su obra musical bajo el título Ora et Labora.

### Fallecimiento
Murió el 13 de julio de 2017, a los 93 años, tras 73 de vida religiosa, en el convento de los Padres Redentoristas de Santander.

## Catálogo

### Obra Vocal
- El Niño duerme Villancico a tres voces, varias armonizaciones. Roma 1950.
- La Casita Blanca para tres voces. 1951.
- Christus Vincit Coro unisonal y órgano o armonio. 1952.
- Ave Maria Solo y coro a tres voces con órgano o armonio. 1952.
- TANTUM Ergo en Mi Mayor. Coro Unisonal y órgano o armonio. 1953.
- Ave Maria en Mi menor Perdido final. Solo y tres voces con órgano o armonio. 1954
- Ave Maria Purísima Unisonal con órgano o armonio. 1954
- Vísperas Marianas Coro unisonal con órgano o armonio.1956.
- Nana 2a Tenor o Mezzo y piano. 1959.
- Himmos a san Genaro y Santa Rita – Editorial PS Madrid 1961.
- Celebremos Nuestra Fe Himno para la Academia Mariana de Lleida. Coro unisonal con órgano o armonio 1963.
- Cantemos la Navidad 17 villancicos. Los dos primeros propios, los restantes, populares de España, a una, dos y tres voces .1966. Txiruli, Tapatán Popular borgoñesa. Armonización a tres voces. 1967.
- Noche De Paz sobre la melodía de Franz Grüber, 1818. Unisonal y órgano, armonio
- Vísperas de Sábado Santo Unisonal con órgano o armonio.1967.
- Himnos de la mañana 14 himnos. A coro unisonal, 2, 3, o 4 voces mixtas y órgano o armonio. 1976.
- Maritxu 1977 Letra popular. Coro a 4 voces mixtas.
- Permitir al Señor 1977 Letra y melodía Juan Mina. Armonización. Unisonal y piano.
- Invocación Inicial de Vísperasunisonal con órgano o armonio.1980.
- Ven Espíritu Santo Coro unisonal con órgano o armonio.1982. Obra seleccionada e interpretada para Las Hermandades del Trabajo. Madrid.
- Recibid el Espíritu Santo Coro unisonal con órgano o armonio.1983. Noche de Paz, polifonía moderna a 4 voces mixtas, 2010.
- Vive y Canta con la Iglesia Canciones Litúrgicas.
- Ave Maria Solo de soprano y órgano o armonio.
- Arga.

### Obra para Órgano
- Momentos Litúrgicos –en juego de ritmos sencillos- 19 piezas 1962. -1964
- Tríos Serenos 7 piezas. No se conservan de la 1-8. 1963. a 3 partes.
- Lucernario
- Tríptico en mi –para órgano sin pedales-
- Marcha Nupcial – Entrada – Toccatina – Plegaria. 1969.
- Tanteo, Poema y Final para gran órgano. 1992.
- Sonata Ambiental 1a. 1999.
- Sonata Ambiental 2a. 2001.
- Ofertorios para una Abadía 2002
- Sonata Ambiental 3a2003

### Obra para piano
- Evocaciones 1958
- Variaciones sobre un tema de Makiltantza de Vera
- Lirismos Truncados 2002
- Marcha Nupcial Teclado 26 compases.

### Obra para Coro y Orquesta
- Cantata Rosa mystica – de 15 misterios-para solos coro y orquesta. 1959.
- Himno de las Cortes de Navarra para coro a 4 voces y orquesta sinfónica
- Misa de San Francisco Javier Solos, Coro y Orquesta Sinfónica. Valladolid 1958
- Canto de entrada para la Fiesta de San Fermín incompleto 4 voces mixtas y orquesta sinfónica.

### Obra para Coro y Órgano
- Himnario 18 himnos para Coro unisonal o a voces iguales o mixtas.
- Cantoral Bíblico –publicado en disco por PAX en Madrid. 17 piezas.
- Himnos Litúrgicos de la Mañana 14 por encargo de Comisión Nacional de Liturgia de España.
- Cantos a Los Misterios Textos de los batisterios de Luterano de Roma y de Santa Tecla de Millán.

### Misas
- Misa en honor a San Francisco Javier Solos, Coro a 3 voces y orquesta sinfónica. Valladolid 1958. Reducción para solos, coro y órgano
- Misa Breve –en honor de San Francisco Javier- publicada por la Institución Príncipe de Viana- del Gobierno de Navarra. A tres voces mixtas y órgano.
- Misa Popular a 1 voz y armonio.
- Misa Obitual 1968
- Misa coral en Do a 3 voces iguales, coro unisonal y órgano.
- Misa de Los Fieles publicada por la editorial PS de Madrid.

### Otras obras
Motetes diversos: 
- O sacrum convivium a capella.
- Benedictus a 4 voces mixtas y órgano
- Adoro te devote a 4 voces graves y órgano ad limitum. 1952
- Alabanza vespertina coro unisonal y órgano, sobre tres salmos.
- Himno Jacobeo Encargo de fundadores la asociación del Camino de Santiago de Estella. Francisco Beruete y Pedro María Gutiérrez. En euskera castellano, alemán y francés.
- Cuatro Canciones Infantiles a 3 voces blancas en euskera.
- Cinco Canciones Infantiles sobre temas tradicionales a una voz y piano.

### Obras Contemporáneas
- Txalopin electroacústica sobre voz infantil en los estudios de Mestres Quadreny de Barcelona. 1975.
- Cristalografías para un trío.1980.
- Trío Confractante para cuerda-viento.1981.
- Trío Tricordante para cuerda. 1982.
- Trío de Discretos Flauta, oboe, piano.1990.
- Soliloquio de un Clarinete interpretado en el Salón de Plenos del Ayuntamiento de San Sebastián y emitido por Radio Clásica en directo.
- Desencadenada 1a interpretado en el Salón de Plenos del Ayuntamiento de San Sebastián y emitido por Radio Clásica en directo.
- Teobaldiana 1a para parche y coro de hombres. Obra de encargo para inauguraciones del escultor Ulibarrena. Se interpretó en los castillos de Olite y Pau.
- Teobaldiana 2a para cuatro voces mixtas. Interpretada en Copenhague en el año de capitalidad cultural europea.
- Adialogías para quinteto de cuerda- viento.1992.
- Primer Concierto para Piano y Orquesta 852 compases. 2008
- Segundo Concierto para Piano y Orquesta 2010.
- Tercer Concierto para Piano y Orquesta 2013.
- Concierto para flauta, violín, piano y órgano 2013.

## Libros y obras teóricas
- Estudios sobre la impostación de la voz contiene numerosos ejercicios.1992.
- Evoluciones Musicales desde el S.XIX 1992
- La enseñanza del órgano según tres escuelas Ibérica, madrileña sel XX y Holandesa. Escuela Levantina, órgano post-ibérico, Juan Calvo. Escuela neerlandesa, Flor Peeters, mediados del siglo XX. Escuela Madrileña, José Maria Mancha.
- Análisis Previos a la Composición Contemporánea Varios trabajos.
- La estética Musical de Strawinsky según su técnica de composición 1998
- Canciones Responsoriales 234 canciones. Editorial EDICEP. Valencia 1999.
- Plantemientos Científicos para la composición Contemporánea Obra registrada y definida como tal. Registro territorial de la propiedad intelectual 19 de febrero de 2010.
- Elementos de Pitágoras para la Composición Contemporánea Ensayo 2010.
- La música de Alfonso de Liguori y de su Italia musical –estudio de microformas populares del barroco napolitano-.

## Obras publicadas
- Cancionero misional (grabación) Ed. Fonópolis, F.102, Madrid, 1959.
- Vive y canta con la iglesia Melodías y textos, Herder, Barcelona, 1960.
- Himno a San Genaro Acompañamiento y voces, Perpetuo Socorro, Madrid, 1961.
- Misa de los fieles Coro unisonal y órgano (grabación) Ed.Pax, Madrid, 1965.
- Misa de los fieles y acompañamiento y voces, Herder, Barcelona, 1966.
- Cantemos La Navidad, Perpetuo Socorro, Madrid, 1966.
- Villancicos Infantiles (Grabación y casete), Ed. Pax, Madrid, 1966.
- Cantos del pueblo (para Triduo Pascual) (Grabación en colaboración con Deiss) Ed. Pax, Madrid.
- Cantoral Biblia Eucaristía, Pax, Madrid, 1967.
- Cuatro Canciones Religiosas para la Juventud. Conjunto instrumental y voces en: Revista Claretiana.
- Melodías Madrid 1969, 1970, 1974, 1976, 1977.
- Soliloquio para un clarinete, fonoteca RNE, Madrid 1988.
- Trío Tricordante, fonoteca RNE, Madrid 1989.
- Desencadenada 1a, Fonoteca de RNE, Madrid.
- Tres canciones para coros infantiles, Ed. Federación de Coros de Guipúzcoa, San Sebastián, 1991, 1992, 1993.
- Misa en honor de San Francisco Javier (solos, coro y órgano), Ed. Federación de Coros de Navarra, Pamplona, 1994.
- Himno a Santa Paula Montalt, Editorial Escolapias, Roma, 1998. Canciones responsoriales de domingo y fiestas. Ciclos A-B-C, Ed. Edicep, Valencia, 1999. Villancicos para la contemplación. Retablo de villancicos, Perpetuo Socorro. 2002.

## Premios
Para José María Goioecha el premio máximo que le consagra como compositor se lo dio Franco Donatoni con el siguiente dictamen, comparando a Goicoechea con Pierre Boulez: El trabajo que nos ha presentado Goicoechea tiene el nivel de Pierre Boulez.
- Primer Premio de Composición para coros infantiles en los Concursos Internacionales de Tolosa, en los años 1991,1992 y 1993.
- Premio Luis Morondo en 2009 otorgado por la Coral de Cámara de Pamplona.